# توآموتو
مجمع‌الجزایر توآموتو (به فرانسوی: Tuamotus) یک مجمع‌الجزایر در فرانسه است که در پلی‌نزی فرانسه واقع شده‌است.

## خصوصیات
مجمع‌الجزایر توآموتو ۱۵٬۸۶۲ نفر جمعیت دارد.